# شکلات (فیلم ۱۳۸۲)
شکلات فیلمی به کارگردانی افشین شرکت و تهیه‌کنندگی عبدالله اسفندیاری و نویسندگی فرید مصطفوی و افشین شرکت محصول سال ۱۳۸۲ است.

## خلاصه داستان
امین حیایی بازیگر مشهور با جوان فقیری به نام محمود تصادف می‌کند. شاپور شوهر خواهر محمود او را قانع می‌کند که وانمود کند که کمرش در تصادف آسیب دیده است (در حالی که در واقعیت کمر محمود در جنگ ایران و عراق آسیب‌دیده است) و قادر به راه رفتن نیست تا با دریافت خسارت بتوانند اوضاع مالی خود را سر و سامان دهند. امین حیایی محمود را به خانه خودش می‌برد و از او مراقبت می‌کند و محمود متوجه می‌شود که امین در زندگی شخصی خود مشکلات زیادی دارد. رفته رفته رابطه دوستی بین امین و محمود شکل می‌گیرد…

## بازیگران
| بازیگر          | نقش         | توضیح                   |
| --------------- | ----------- | ----------------------- |
| امین حیایی      | خودش        | بازیگر سینما            |
| رحیم نوروزی     | محمود سلامت |                         |
| چکامه چمن‌ماه    | مهشید       | نامزد محمود/دختر شاپور  |
| سیروس گرجستانی  | شاپور       | پدر مهشید/ همسر پروانه  |
| شبنم طلوعی      | پروانه      | خواهر محمود/ همسر شاپور |
| صغری عبیسی      |             | مادر امین               |
| صالح میرزاآقایی | جمشید       | همسر رها                |
| مژگان ربانی     | رها         | خواهر امین              |

## جشنواره‌ها
فیلم شکلات در بیست و دومین دوره جشنواره فیلم فجر و هشتمین دوره جشن خانه سینما شرکت کرده است.